# Monika Hutter
Monika Hutter-Häfliger (* 23. Juni 1949 in Ibach, Schwyz; † 27. September 2001 in Zug) war eine Schweizer Politikerin (SP). Sie wurde als amtierende Regierungsrätin während des Zuger Attentats getötet.

## Biografie
Sie wuchs in Zug als Tochter von Franz und Marie Häfliger auf. Sie war mit Paul Hutter verheiratet und hatte zwei Kinder. Zwischen 1965 und 1970 besuchte sie das Seminar Menzingen und liess sich zur Primarlehrerin ausbilden. Zwischen 1982 und 84 bildete sie sich an der Akademie für Erwachsenenbildung Luzern zur Erwachsenenbildnerin weiter.

## Politische Funktionen
Beeinflusst durch ihren Vater, der Gewerkschafter war, war sie sozial ausgerichtet und trat 1986 der Sozialdemokratische Partei der Schweiz bei. Von 1987 bis 1998 gehörte sie dem Zuger Kantonsrat an, ab 1993 als Fraktionspräsidentin. Im Amtsjahr 1997/98 präsidierte sie den Kantonsrat. Ab 1999 war sie Regierungsrätin und stand der Gesundheitsdirektion vor. 